# Данило Медина
Данило Медина (шп. Danilo Medina; 10. новембар 1951) доминикански је политичар и бивши, 53. председник Доминиканске Републике од 16. августа 2012. до 16. августа 2020. године.

## Биографија
Медина је рођен у Аројо Кану на југозападу Доминиканске Републике, као најстарији од осмеро браће. Студирао је економију на Технолошком институту Санто Доминго (ИНТЕЦ), а дипломирао је 1984. године. На изборима 1986. године био је изабран као заступник у Конгресу. Године 1987, оженио је психолошкињу Кандиду Монтиљу с којом има три кћери, Сибелу, Ванесу и Ану Паулу.
Године 1990, Медина је изабран као члан политичког одбора Доминиканске ослободилачке партије (ПЛД), заједно с Леонелом Фернандезом и Хуан Темистоклесом Монтасом. Био је председник Заступничког дома од 1994. до 1995, а касније је радио као државни секретар Председништва од 1996. године до 1999. и поново од 2004. године до 2006. године.
Године 2000. Медина био председнички кандидат ПЛД, завршио је далеко други иза опозиционог кандидата Иполита Мехија освојивши само 24,9% гласова док је Мехија освојио 49,87%.
На унутарпартијским изборима Доминиканске ослободилачке партије за председника Доминиканске Републике 2008. године Медина је добио 28,45% гласова а Леонел Фернандез 71,55% те није био изабран за председничког кандидата.
На председничким изборима 2012. године освојио је 51,21% гласова и постао председник Доминиканске Републике.